# Канонерські човни типу «Вал»
Тип «Вал» утворювали п'ять канонерських човнів Рендела (або "праскових"), побудованих для Королівського флоту Норвегії між 1874 і 1878 роками. Офіційно ці кораблі класифікувалися як «канонерські човни другого класу».

## Конструкція
Маленькі, маневрені кораблі, ці канонерські човни були озброєні однією дульнозарядною нарізною гарматою великого калібру та кількома малокаліберними швидкострільними гарматами для самооборони від міноносців.

## Історія служби
Незадовго до Першої світової війни усі п'ять кораблів були перебудовані під мінні загороджувачі. Під час цієї реконструкції важка дульнозарядна гармата була замінена на більш сучасну 120 мм, а на «Нурі» і «Відарі» одна із 37 мм гармат була замінена на більш потужну 47 мм гармату. Оскільки важку гармату та боєприпаси було знято, ці мініатюрні кораблі отримали можливість перевозити  міни.
Усі кораблі залишалися в експлуатації до німецького вторгнення в 1940 році, і, за винятком «Уле», якого потопила авіація Королівського флоту Норвегії після захоплення німцями, всі вони провели решту війни у складі Крігсмаріне.
Після Другої світової війни кораблі повернули Королівському флоту Норвегії. Їх розібрали на металобрухт протягом наступних кількох років.